# Fredrik Idestam
Knut Fredrik Idestam, född 28 oktober 1838 i Tyrväntö, död 8 april 1916 i Helsingfors, var en finlandssvensk gruvingenjör och industriman, mest känd som den som införde träslipmassatekniken i Finland och som grundare av Nokia.
Fredrik Idestam var son till bergmästaren och tjänstemannen vid Bergsstyrelsen Gustaf Idestam och Anna Sofia Trapp. Han utbildade sig till filosofie magister med bergsexamen och fick ett stipendium av Senaten för studier vid bergsakademin i Freiburg i Sachsen 1863–1864. Han studerade på hemresan ett träsliperi i Harzbergen, som baserades på den då nya pappersmaskin som uppfunnits av Friedrich Gottlob Keller och Heinrich Voelter. 
Efter återkomsten till Finland köpte Idestam papersmaskiner av Heinrich Voelter och erhöll en koncession för en pappersfabrik. Nokias historia går tillbaka till  hans grundande av ett träsliperi i Tammerfors 1865. Han lät framställa ett papper från hälften egen slippappersmassa och hälften lump på Frans Vilhelm von Frenckells pappersfabrik i Tammerfors, och i december 1866 trycktes Tampereen Sanomat, och senare Helsingfors Dagblad på detta trähaltiga papper. 
År 1869 flyttade han verksamheten till en ny och större anläggning i Nokia, vilket blev Nokia Pappersbruk. Detta var en av de första moderna industrianläggningarna i Finland och fick framgångar bland annat genom en omfattande export till Ryssland (som Finland var en del av, men inte handelsmässigt integrerat i). Idestam köpte även upp gården Nokia gård, som Nokia än idag använder för konferenser.
Han gifte sig 1865 med Maria Rosina Krook. 
Fredrik Idestam är begravd på Sandudds begravningsplats i Helsingfors.